# Barsø
Barsø är en ö i Danmark.   Den ligger i Åbenrå kommun i Region Syddanmark, i den södra delen av landet, 200 km väster om Köpenhamn. Arean är 2,7 kvadratkilometer. Det bor 15 personer på Barsø (2020).
Öns högsta punkt, Gyldenbjerg, är 39 meter över havet. Den sträcker sig 2,1 kilometer i nord-sydlig riktning, och 1,9 kilometer i öst-västlig riktning.